# TV동화 행복한 세상
《TV 동화 행복한 세상》은 2001년 4월 30일부터 2012년 5월 10일까지 방송되었던 애니메이션 프로그램이다.

## 방송 시간
| 방송 채널 | 방송 기간                           | 방송 시간                                                                         |
| --------- | ----------------------------------- | --------------------------------------------------------------------------------- |
| KBS 2TV   | 2001년 4월 30일 ~ 2001년 11월 2일   | 매주 평일 밤 8시 45분 ~ 8시 50분                                                  |
| KBS 2TV   | 2001년 11월 5일 ~ 2002년 1월 11일   | 매주 평일 저녁 7시 45분 ~ 7시 50분                                                |
| KBS 2TV   | 2002년 7월 22일 ~ 2002년 10월 25일  | 매주 평일 오전 11시 30분 ~ 11시 35분                                              |
| KBS 2TV   | 2002년 10월 28일 ~ 2003년 10월 31일 | 매주 평일 오전 11시 ~ 11시 5분                                                    |
| KBS 2TV   | 2003년 11월 3일 ~ 2005년 10월 28일  | 매주 평일 오전 11시 20분 ~ 11시 25분                                              |
| KBS 2TV   | 2005년 10월 31일 ~ 2007년 4월 27일  | 매주 평일 오후 4시 55분 ~ 5시                                                     |
| KBS 1TV   | 2002년 3월 4일 ~ 2002년 8월 9일     | 매주 평일 오후 5시 15분 ~ 5시 20분                                                |
| KBS 1TV   | 2005년 7월 4일 ~ 2005년 10월 28일   | 매주 평일 오후 5시 15분 ~ 5시 20분                                                |
| KBS 1TV   | 2007년 4월 30일 ~ 2010년 5월 7일    | 매주 평일 오전 10시 50분 ~ 10시 55분                                              |
| KBS 1TV   | 2010년 5월 10일 ~ 2010년 5월 14일   | 매주 월요일 ~ 목요일 오전 10시 50분 ~ 10시 55분 매주 금요일 오전 10시 55분 ~ 11시 |
| KBS 1TV   | 2010년 5월 17일 ~ 2010년 6월 4일    | 매주 월요일 ~ 목요일 오전 10시 50분 ~ 11시                                        |
| KBS 1TV   | 2010년 6월 7일 ~ 2012년 5월 10일    | 매주 평일 오전 10시 55분 ~ 11시                                                   |

## 개요
매회 인물에 대한 이야기와 시청자들의 사연을 바탕으로 방송되었으나 국내외 소설을 원작으로 제작한 적도 있었다. 그 가운데 〈사라진 계란〉 편은 초등학교 7차 교육과정 6학년 2학기 읽기 교과서에 수록되기도 하였습니다 
2000년대 초중반까지 우정사업본부와 손오공이 프로그램의 제작을 후원하였으나 이후로는 아무런 후원을 받지 않고 제작되었다. 다만 2009년 1월 5일부터 2009년 1월 23일까지 특허청과 한국발명진흥회의 후원으로 아름다운 발명 이야기 15부작을 방송한 바가 있습니다.
한편 2000년대 초중반에 EBS에서는 이와 유사한 프로그램으로 《TV 에세이 좋은 생각》을 방송한 적이 있었다.일부 지역 민방과 해외 방송사에서도 방송되었습니다

## 꾸메와 푸메
꾸메와 푸메는 2006년 11월에 등장한 캐릭터다. '꿈을 품에 안는다.'라는 의미를 가지고 있으며, 각 방송분마다 잠깐 등장하였다. 꾸메 목소리는 윤승희가 맡았으며, 푸메 목소리는 유동균이 맡았다.

## 사운드 트랙
| #             | 제목                             | 재생 시간 |
| ------------- | -------------------------------- | --------- |
| 1.            | TV동화 행복한 세상               | 0:36      |
| 2.            | 할머니의 손                      | 4:17      |
| 3.            | 그리운 순간들 (1)                | 4:20      |
| 4.            | 추억 저편에                      | 4:11      |
| 5.            | 엄마는 그래도 되는 줄 알았습니다 | 3:57      |
| 6.            | 어머니                           | 4:09      |
| 7.            | 그리운 순간들 (2)                | 4:20      |
| 8.            | 세상에서 가장 맛있는 라면        | 4:01      |
| 9.            | 가물이 거꾸로 흐를 때까지        | 6:12      |
| 10.           | 행복이란                         | 5:04      |
| 11.           | 첫 마음을 찾아서                 | 4:05      |
| 12.           | 별빛                             | 5:42      |
| 13.           | 우리의 이야기                    | 3:24      |
| 14.           | 한 걸음 한 걸음                  | 3:34      |
| 15.           | 함께                             | 9:47      |
| 총 재생 시간: | 총 재생 시간:                    | 1:01:57   |

## 수상 경력
- 제29회(2002년) 한국방송대상 애니메이션부문 작품상

## 같이 보기
- 상상친구 꾸메푸메 : 스핀오프 작.
- TV동화 빨간 자전거 : 후속작.
- TV툰 데칼코마니(JTBC)
- 고도원의 아침편지